# Yael Naim
Yael Naim (héberül: יעל נעים) izraeli származású francia énekesnő-dalszerző. Miután 2008-ban az Egyesült Államokban a New Soul című dala hallható volt egy Apple-reklámban, ami a MacBook Airt hirdette, hírnevet szerzett. A dal hetedik helyezést ért el a Billboard Hot 100-on.

## Biográfia
Yael Naim 1978. február 6-án született Párizsban. Négyévesen elköltözött családjával az izraeli Ramat HaSharon-ba. Az Izraeli Légierő kórusában énekelt szólistaként. Énekes karrierjét a Las Dix Commandements musicalben való szereplésével kezdte, és első szólóalbuma, az In a Man's Womb (amit Los Angeles-ben vettek fel Kamil Rustammal) 2001-ben jelent meg, és felénekelte a You Disappear című számot Bruno Coulais-tól a Harrison's Flowers című filmhez. Kezdeti munkáiban egyszerűen Yaelként tüntették fel. Ezenkívül duettezett Din Din Aviv-val, a dal címe Mashmauyot volt.
Naim csatlakozott David Donatien doboshoz, és két alatt megegyeztek és felvettek tizenhárom dalt Naimtól a saját lakásán lévő studióban Párizsban. Ezek a dalok megjelentek második albumán, a Yael Naimon, 2007. október 22-én, a Tôt ou tard kiadónál. Az angol, francia és héber nyelvű dalok a kritikusoktól elismerésben részesültek, és az album a francia toplistán 11. helyen végzett a megjelenése utáni héten. Stílusában - ahogy azt jellemezték - egy cseppnyi dzsessz és egy cseppnyi folkzene van, rejtélyes és felidéző szavakkal, amit finom és szándékosan rekedt hanggal énekelnek.
2008 januárjában az Apple szerepeltette New Soul című dalát a MacBook Air laptop debütáló reklámjában. Steve Jobs saját maga választotta ki a dalt. A magas számú digitális eladás miatt a dal a Billboard Hot 100-on a kilencedik helyet érte el a 2008. február 16-ai héten, így válva Naim első egyesült államokbeli top tízben szereplő kislemezévé. A következő héten a dal a hetedik helyre ugrott. A szám a The House Bunny című film zenéjében is szerepelt.
2010 novemberében jelent meg harmadik albuma 'She Was A Boy' néven. Az album első kislemeze: "Go To The River".
2015 márciusában jelent meg negyedik albuma 'Older' címmel. Az albumról elsőként a Coward jelent meg kislemezen.

## Diszkográfia

### Studióalbumok
- 2001: In a Man's Womb
- 2007: Yael Naim
- 2010: She Was a Boy
- 2015: Older
- 2016: Older Revisited
- 2020: Nightsongs

### Kislemezek
- 2001: You Disappear
- 2001: Do I Do
- 2001: Avril
- 2007: Toxic
- 2008: New Soul
- 2008: Too Long
- 2010: Go To The River
- 2015: Coward

## Díjak, jelölések
| Year | Award                   | Category                                 | Result   |
| ---- | ----------------------- | ---------------------------------------- | -------- |
| 2008 | Victoires de la Musique | Album of the Year (World Music Category) | Elnyerte |
| 2008 | NRJ Music Awards        | Francophone Revelation of the Year       | Jelölve  |
| 2008 | „Prix Constantin”       | Album of the Year                        | Jelölve  |
| 2009 | Victoires de la Musique | Best Female Singer of the Year           | Jelölve  |
| 2011 | Victoires de la Musique | Best Female Singer of the Year           | Elnyerte |

## Külső hivatkozások
- Hivatalos oldal
- Apple Macbook air reklám Archiválva 2020. augusztus 8-i dátummal a Wayback Machine-ben
- Wikipedia angol nyelven